# Cicadula placidus
Cicadula placidus är en insektsart som beskrevs av Géza Horváth 1897. Cicadula placidus ingår i släktet Cicadula och familjen dvärgstritar. Inga underarter finns listade i Catalogue of Life.